# Carol Britto
Carol Britto (* 20. Mai 1935 in Cleveland, Ohio als Carol Whitney; † 16. März 2012 in New York City) war eine US-amerikanische Jazzpianistin.

## Leben und Wirken
Britto wuchs in Cleveland auf und zog dann nach Toronto, wo sie Oscar Petersons Advanced School of Music besuchte, um dann ein Trio zu leiten, zunächst im Royal York Hotel, später in George’s Spaghetti House. Auch spielte sie in den 1970er Jahren in der Band von Tommy Dorsey. Zudem war sie zwischen 1977 und 1979 als Organistin für die Toronto Blue Jays tätig. Ende der 1970er Jahre trat sie mit dem Bassisten Dave Young im Torontoer Jazzclub Bourbon Street auf. Nach vielen Jahren in Toronto zog sie 1984 nach New York City. Von 1985 bis 1990 präsentierte sie ihre Musik im Duo mit Major Holley. Sie spielte meist Balladen und Jazzstandards, etwa von Duke Ellington, Thelonious Monk, Miles Davis und Paul Desmond. Nach ersten Trioaufnahmen 1967 in Toronto nahm sie 1985 im Duo mit dem Bassisten Michael Moore das Album Inner Voices auf; 1987 folgte das Album Alone Together, erneut mit Michael Moore und mit Flip Phillips. Britto war für ihren perkussiven Stil bekannt.

## Lexikalische Einträge
- Leonard Feather, Ira Gitler: The Biographical Encyclopedia of Jazz. Oxford University Press, New York 1999, ISBN 0-19-532000-X.